# 伊蒂根

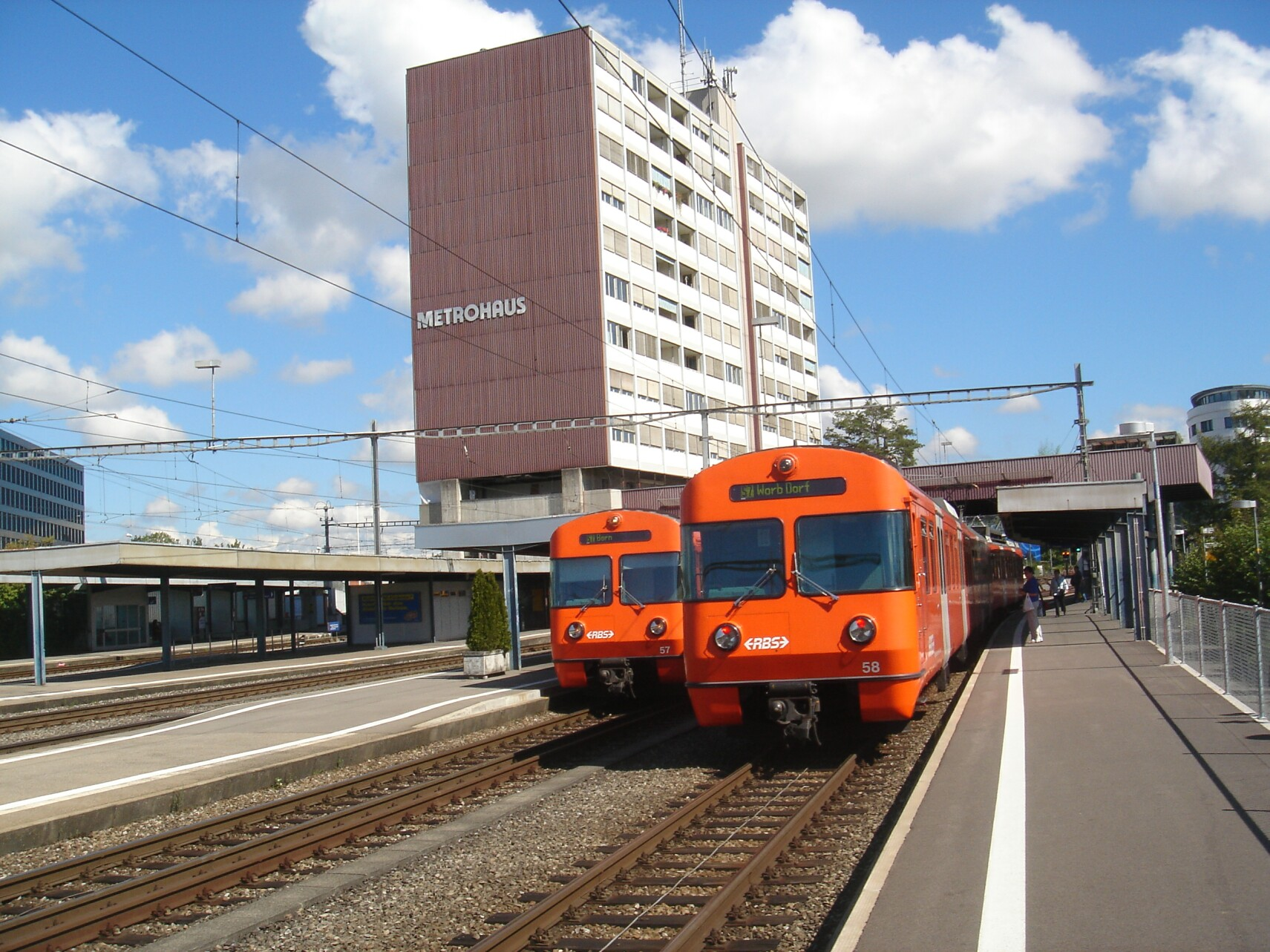

伊蒂根（Ittigen）是瑞士的城鎮，位於該國中西部，由伯恩州負責管轄，面積4.21平方公里，海拔高度526米，2011年人口10,961，五成半人口信奉基督教，人口密度每平方公里2604人。
自 1991 年以来，Ittigen 扩大了预算来源，包括高速公路服务区停车费。 最著名的例子是 Grauholz 休息区。 因为它是一个非常具有前瞻性的经济领域，在世界上是罕见的和特殊的，但同时也存在争议，所以它被几篇报纸文章所报道。 市政府至今仍保持着收入来源。 （页面存档备份，存于）

## 外部連結
- Official website （德文）